# Lars Wohlin
Lars Wohlin (n. 24 iunie 1933, Engelbrekt church parish⁠(d), Over-Governors office⁠(d), Suedia – d. 24 septembrie 2018, Danderyds distrikt⁠(d), Comitatul Stockholm, Suedia) a fost un om politic suedez, membru al Parlamentului European în perioada 2004-2009 din partea Suediei.
1. 1 2 3 4  Wohlin, Lars Magnus, Sveriges befolkning 2000[*]
2. 1 2  Wohlin, Lars Magnus, Sveriges dödbok 1830–2020[*]
3. ↑  LIBRIS, 12 noiembrie 2012, accesat în 24 august 2018
4. ↑  Deputații în Parlamentul European